# Kor (Nubia)
Kor fu la sede di una fortezza egizia lungo il Nilo, all'altezza della seconda cateratta nell'Alta Nubia.
Fondata intorno al 1850 a.C. durante la fase di espansione territoriale verso la Nubia che caratterizzò la XII dinastia fu abbandonata intorno al 1700 a.C.
Kor venne eretta come parte di un sistema di fortificazioni che partendo da Buhen, la più settentrionale, discendeva il corso del fiume fino alla fortezza di Semna. Edificata in maniera diversa dalle altre fortezze aveva una superficie più vasta ma con posizione strategica sfavorevole e muraglioni poco spessi. Aveva anche all'interno poche abitazioni ma raffinate e ciò fece dedurre all'archeologo Vercoutter che fosse la parte amministrativa della fortezza di Iken.
Attualmente molti dei siti delle antiche fortezze sono stati sommersi dalle acque del Lago Nasser formatosi a seguito della costruzione della diga di Assuan nella seconda metà del secolo XX.